# Karen Malina White
Karen Malina White (Filadelfia, 7 luglio 1965) è un'attrice statunitense.
Ha recitato nel telefilm I Robinson nel ruolo di Charmaine Brown, amica della cugina Pam (Erika Alexander). Karen Malina White lavora principalmente come interprete dividendosi spesso tra cinema e televisione.

## Filmografia parziale

### Televisione
- I Robinson (The Cosby Show) - serie TV, 13 episodi (1990-1992)
- Willy il Principe di Bel Air (The Fresh Prince) - serie TV, 2 episodi (1994)
- Malcolm & Eddie - serie TV, 83 episodi (1996-2000)
- The Shield - serie TV, episodio 2x07 (2003)
- Boston Public - serie TV, episodio 4x12 (2004)
- Suits - serie TV, episodio 2x02 (2012)
- The Mentalist - serie TV, episodio 6x13 (2014)
- Le regole del delitto perfetto (How To Get Away with Muder) - serie TV, episodio 1x04 (2014)
- Non sono stato io (I Didn't Do It) - serie TV, 19 episodi (2015)
- Animal Kingdom - serie TV, 3 episodi (2016-2018)
- Shameless - serie TV, episodio 7x03 (2016)
- The Middle - serie TV, episodio 8x16 (2016)
- Better Things - serie TV, episodi 3x01, 4x06 (2019-2020)
- Lodge 49 - serie TV, 4 episodi (2019)
- 9-1-1 - serie TV, episodio 4x11 (2021)
- Bruh - serie TV, 16 episodi (2022-2024)
- Dahmer - Mostro: la storia di Jeffrey Dahmer (Dahmer - Monster: The Jeffrey Dahmer Story) – serie TV, 5 episodi (2022)
- Young Sheldon - serie TV, episodio 6x16 (2023)

### Doppiaggio
- La famiglia Proud (The Proud Family) - serie animata, 51 episodi (2001-2005) - voce di Dijonay Jones
- La famiglia Proud - Il film (The Proud Family Movie) - film animato (2005) - voce di Dijonay Jones
- La famiglia Proud: più forte e orgogliosa (The Proud Family: Louder and Prouder)  - serie animata, 18 episodi (2022-2023) - voce di Dijonay Jones

## Doppiatrici italiane
Nelle versioni in italiano delle opere in cui ha recitato, Karen Malina White è stata doppiata da:
- Laura Latini in The Shield
- Beatrice Caggiula in Non sono stato io
- Elena Morara in The Middle
- Alessandra Cassioli in Dahmer - Mostro: la storia di Jeffrey Dahmer

Da doppiatrice è sostituita da:
- Laura Latini in La famiglia Proud, La famiglia Proud - Il film
- Giorgia Locuratolo in La famiglia Proud: più forte e orgogliosa